# Колосняк
Колосня́к, или Волосне́ц, или Востре́ц (лат. Léymus) — род многолетних травянистых растений семейства Злаки, или Мятликовые (Poaceae).
Латинское название образовано перестановкой первых двух букв в слове Elymus (пырейник).

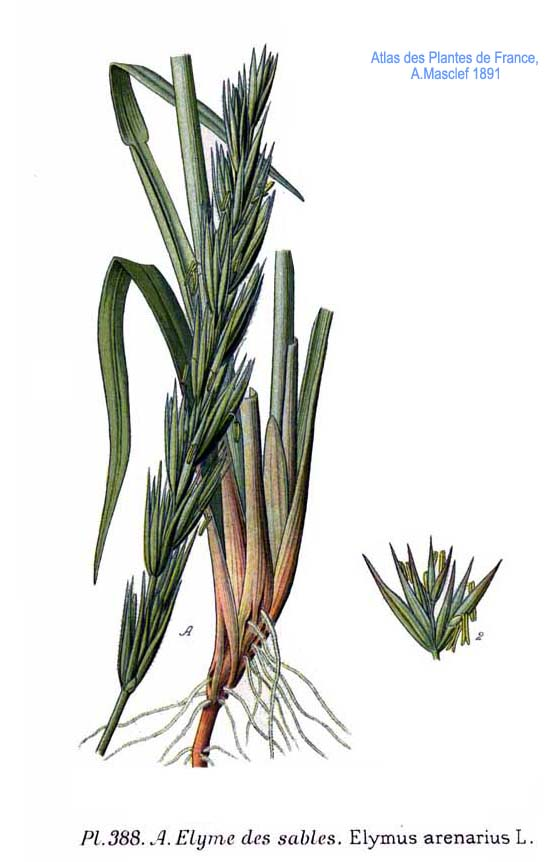
Колосняк песчаный (Leymus arenarius).

## Ботаническое описание
Многолетние травянистые растения, густодерновинные или с ползучими подземными побегами. Стебли прямостоячие, (20)30—120(150) см высотой.
Листья линейные, плоские или вдоль свёрнутые, (1)2—12(15) мм шириной. Влагалища расщеплены почти до основания, с ланцетно-серповидными ушками. Язычки кожисто-перепончатые, реснитчатые по краю, до 1, редко до 3(4) мм длиной.

## Распространение и среда обитания
Встречаются во внетропических областях Южной Америки, Северного полушария и в горных районах тропиков.

## Хозяйственное значение и применение
Многие виды рода являются пастбищными и сенокосными кормовыми растениями, особенно на песках (например, колосняк кистистый, колосняк мягкий, колосняк песчаный) или солончаках (например, колосняк акмолинский, колосняк Пабо, колосняк ржаной, колосняк узкоколосый).
Некоторые виды (например, колосняк кистистый и колосняк песчаный) используются в качестве закрепителей песков.
Часть видов рода (например, колосняк ветвистый, колосняк китайский, колосняк многостебельный и колосняк растопыренный) являются сорняками различных культур.

## Таксономия
Род Колосняк включает 55 видов:
- Leymus aemulans (Nevski) Tzvelev — Колосняк подражающий
- Leymus ajanensis (V.N.Vassil.) Tzvelev — Колосняк аянский
- Leymus akmolinensis (Drobow) Tzvelev — Колосняк акмолинский
- Leymus alaicus (Korsh.) Tzvelev — Колосняк алайский
- Leymus altus D.F.Cui
- Leymus ambiguus (Vasey & Scribn.) D.R.Dewey
- Leymus angustus (Trin.) Pilg. — Колосняк узкоколосый
- Leymus arenarius (L.) Hochst. typus[1] — Колосняк песчаный
- Leymus aristiglumis L.B.Cai
- Leymus ×buriaticus Peschkova
- Leymus cappadocicus (Boiss. & Bal.) Melderis
- Leymus chinensis (Trin.) Tzvelev — Колосняк китайский
- Leymus cinereus (Scribn. & Merr.) Á.Löve
- Leymus condensatus (J.Presl) Á.Löve
- Leymus crassiusculus L.B.Cai
- Leymus divaricatus (Drobow) Tzvelev — Колосняк растопыренный
- Leymus erianthus (Phil.) Dubc.
- Leymus ×fedtschenkoi Tzvelev
- Leymus flavescens (Scribn. & J.G.Sm.) Pilg.
- Leymus flexilis (Nevski) Tzvelev — Колосняк гибкий
- Leymus flexus L.B.Cai]
- Leymus innovatus (Beal) Pilg.
- Leymus ×jenisseiensis (Turcz.) Tzvelev
- Leymus karelinii (Turcz.) Tzvelev — Колосняк Карелина
- Leymus kopetdaghensis (Roshev.) Tzvelev — Колосняк копетдагский
- Leymus lanatus (Korsh.) Tzvelev — Колосняк шерстистый
- Leymus latiglumis Tzvelev — Колосняк широкочешуйный
- Leymus mollis (Trin.) Pilg. — Колосняк мягкий
- Leymus multicaulis (Kar. & Kir.) Tzvelev — Колосняк многостебельный
- Leymus ×multiflorus (Gould) Barkworth & R.J.Atkins
- Leymus nikitinii (Czopanov) Tzvelev — Колосняк Никитина
- Leymus oblongolemmatus L.Zhi & L.B.Cai
- Leymus obvipodus L.B.Cai
- Leymus ordensis Peschkova
- Leymus paboanus (Claus) Pilg. — Колосняк Пабо
- Leymus pacificus (Gould) D.R.Dewey
- Leymus pendulus L.B.Cai
- Leymus pishanicus S.L.Lu & Y.H.Wu
- Leymus pseudoracemosus C.Yen & J.L.Yang
- Leymus pubinodis (Keng) Á.Löve
- Leymus racemosus (Lam.) Tzvelev — Колосняк кистистый, или Колосняк гигантский
- Leymus ×ramosoides Tzvelev
- Leymus ramosus (C.Richt.) Tzvelev — Колосняк ветвистый
- Leymus ruoqiangensis S.L.Lu & Y.H.Wu
- Leymus salinus (M.E.Jones) Á.Löve
- Leymus secalinus (Georgi) Tzvelev — Колосняк ржаной
- Leymus shanxiensis G.H.Zhu & S.L.Chen
- Leymus ×sphacelatus Peschkova
- Leymus tianschanicus (Drobow) Tzvelev — Колосняк тяньшаньский
- Leymus triticoides (Buckley) Pilg.
- Leymus ×tuvinicus Peschkova
- Leymus ×vancouverensis (Vasey) Pilg.
- Leymus villosissimus (Scribn.) Tzvelev — Колосняк мохнатый
- Leymus yiunensis N.R.Cui & D.F.Cui
- Leymus yiwuensis L.B.Cai